# Aellopos clavipes
Aellopos clavipes är en fjärilsart som beskrevs av Rothschild och Jordan 1903. Aellopos clavipes ingår i släktet Aellopos och familjen svärmare. Inga underarter finns listade i Catalogue of Life.

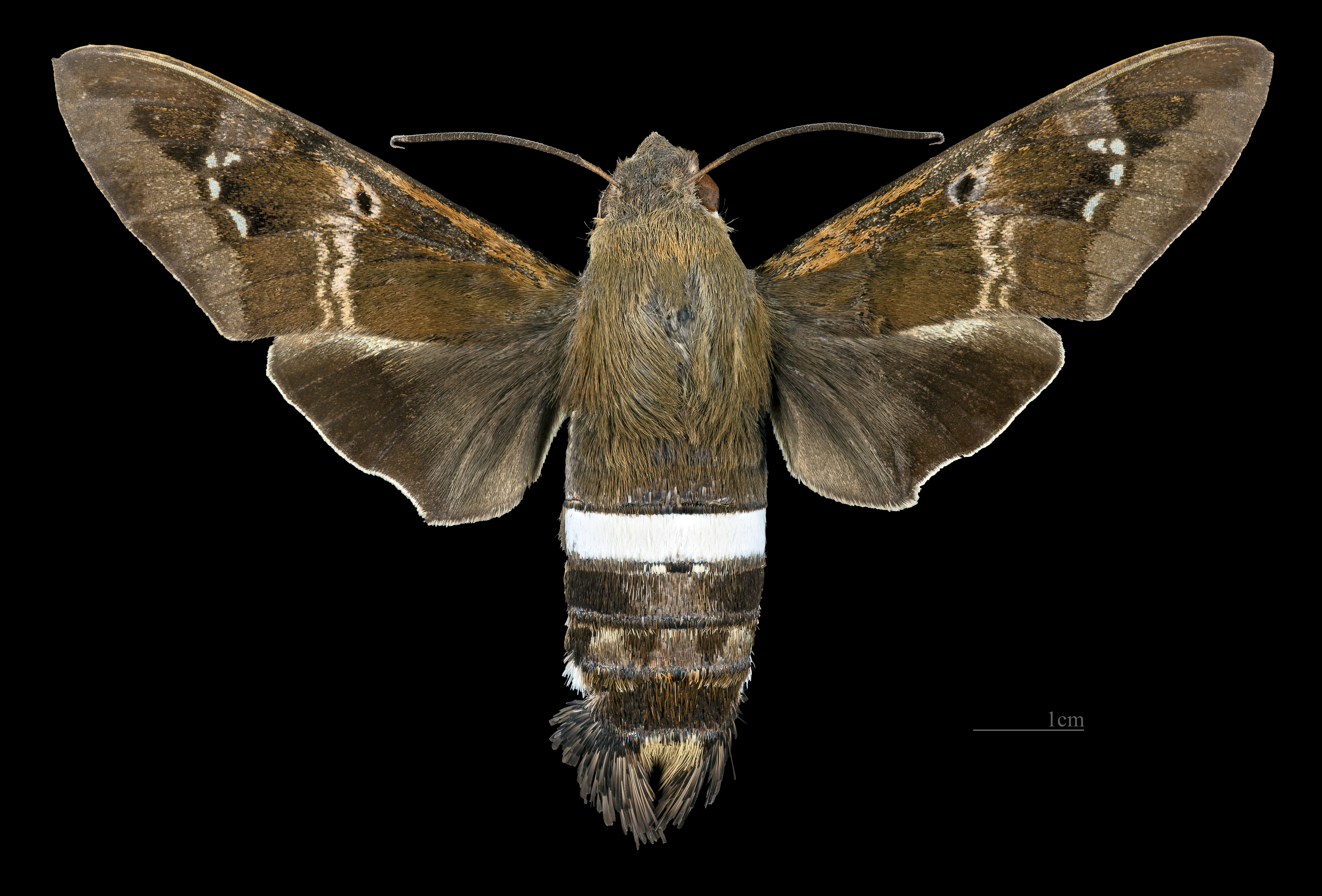
Aellopos clavipes ♀
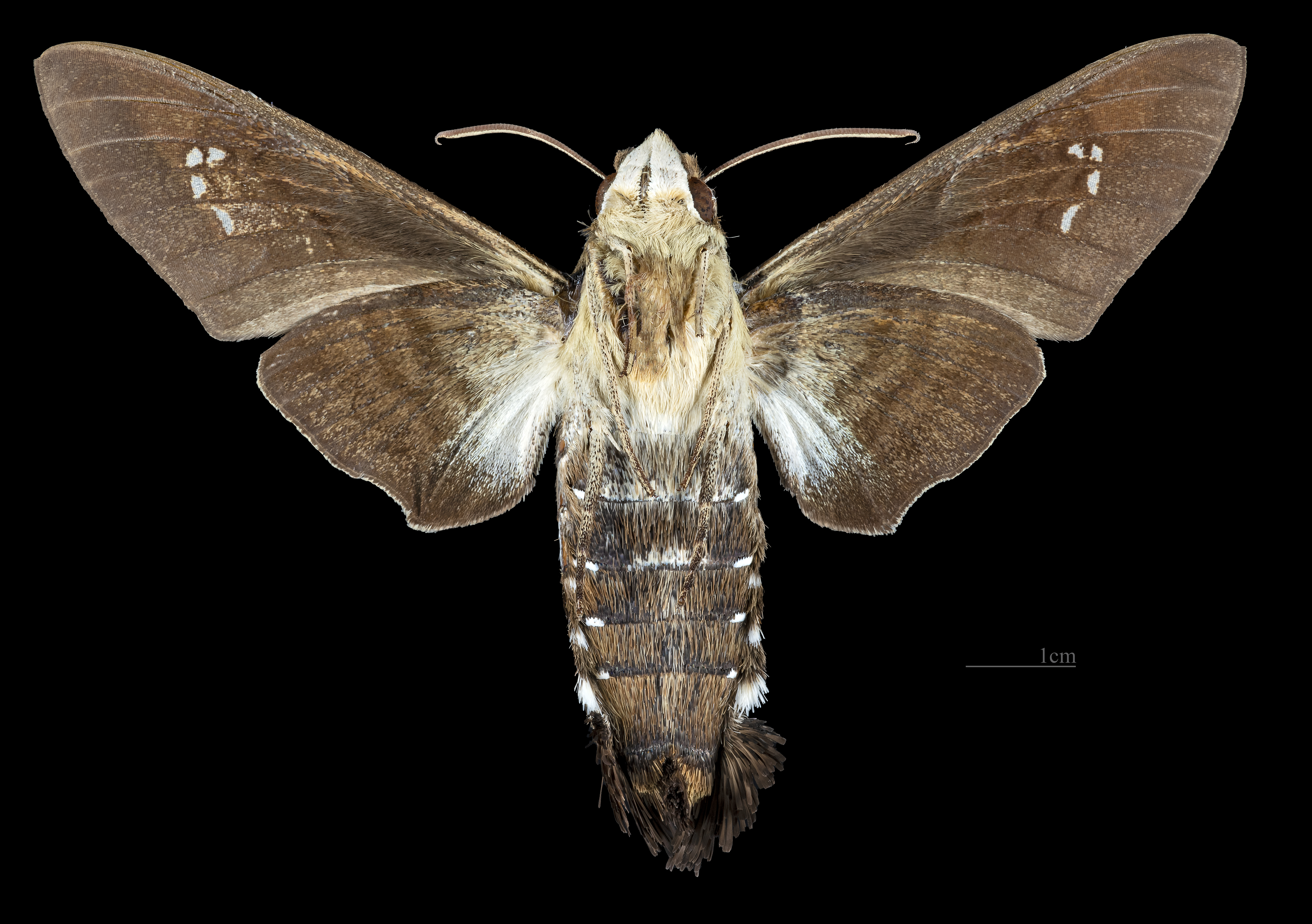
Aellopos clavipes  ♀ △